# Copelatus usagarensis
Copelatus usagarensis är en skalbaggsart som beskrevs av Zimmermann 1926. Copelatus usagarensis ingår i släktet Copelatus och familjen dykare. Inga underarter finns listade i Catalogue of Life.